# Paspalum commune
Paspalum commune là một loài thực vật có hoa trong họ Hòa thảo. Loài này được Lillo mô tả khoa học đầu tiên năm 1916.